# Canal de la vallée des Baux
Le canal de la vallée des Baux, est un canal français situé dans le département des Bouches-du-Rhône, et une annexe du canal de Craponne. Il relie les communes d'Eyguières à Fontvieille.

## Histoire
Sa mise en eau date du 3 juillet 1914. Depuis cette date, il est géré par l'association ASA du canal d'irrigation de la vallée des Baux. 

## Activités
- Irrigation agricole
- pêche[3]